# Тимчасова адміністрація ООН для Східної Славонії, Барані та Західного Срема
Тимчасова адміністрація Організації Об'єднаних Націй для Східної Славонії, Барані та Західного Срема (UNTAES) — колишня місія ООН з підтримання миру в східній частині Хорватії (область Срем-Бараня) у 1996—1998 рр. Встановлена Радою Безпеки ООН резолюцією 1037 від 15 січня 1996 року.
Після операції Буря в серпні 1995 єдиним не звільненим хорватськими військами тереном самопроголошеної Сербської Країни залишилися Східна Славонія, Бараня і Західний Срем, що на крайньому сході Хорватії, на кордоні із Сербією.
UNTAES було створено після підписання Ердутської угоди між хорватським урядом та представниками сербів. Місія розпочалася 15 січня 1996 і мала тривати один рік, протягом якого її представники повинні були стежити за демілітаризацією цих районів та забезпеченням мирної реінтеграції території до складу Хорватії. Військова і цивільна місія складалась: трохи більше 4800 солдатів, понад 400 поліцейських і 99 військових спостерігачів.
За рік мандат продовжено ще на один рік і завершено 15 січня 1998. Група підтримки зі 180 співробітників цивільної поліції ООН залишається стежити за діями хорватської поліції та контролювати повернення біженців.